# Roberney Caballero
Roberney Caballero Ariosa (Remedios, 2 novembre 1995) è un calciatore cubano, centrocampista svincolato della nazionale cubana.

## Caratteristiche tecniche
È un esterno di centrocampo.

## Carriera

### Club
Ha cominciato a giocare nel Villa Clara. Nel 2018 è stato acquistato dal Camagüey.

### Nazionale
Ha debuttato in Nazionale il 7 ottobre 2016, nell'amichevole Cuba-Stati Uniti (0-2). Ha messo a segno la sua prima rete con la maglia della Nazionale il 25 marzo 2018, nell'amichevole Nicaragua-Cuba (3-3), siglando la rete del definitivo 3-3 al minuto 92. Ha partecipato, con la Nazionale, alla CONCACAF Gold Cup 2019.

## Palmarès

### Club

#### Competizioni nazionali
- Campeonato Nacional de Fútbol de Cuba: 1

Villa Clara: 2016